# Ibn Jubayr
Abu-l-Hussayn Muhàmmad ibn Àhmad ibn Jubayr al-Kinaní (àrab: أبو الحسين محمد بن أحمد بن جبير الكناني, Abū l-Ḥusayn Muḥammad ibn Aḥmad ibn Jubayr al-Kinānī), conegut com a Ibn Jubayr (València, 1145 - Alexandria, 29 de novembre de 1217) fou un geògraf, viatger i poeta andalusí; el seu llibre de viatges Rihla és força conegut al món àrab.

## Biografia
Nasqué a València (potser a Xàtiva), en aquell temps capital d'una taifa andalusina, fill d'un funcionari públic. Estudià a Xàtiva, i es traslladà després a Granada, on estudia l'Alcorà, segons el costum de l'època, els hadits, dret i literatura, i més tard es va convertir en secretari de la cancelleria del governador almohade d'aqueixa ciutat, Abu-Saïd 'Utman b. 'Abd al-Munim, fill del califa almohade d'Al-Àndalus. Durant aquesta estada, va compondre molts poemes, però en 1182 va prendre la decisió de portar a terme la seua peregrinació a la Meca amb la finalitat d'expiar un pecat, suposadament obligat pel governador almohade de València o com a resultat d'una crisi religiosa interior.

## Viatges

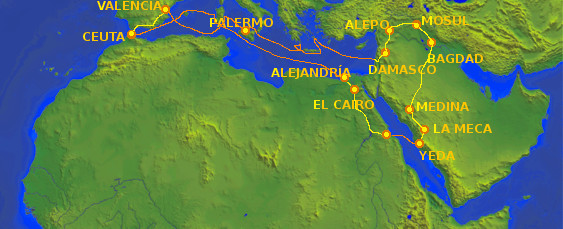
Mapa de la primera travessia d'Ibn Yubair des de Ceuta fins a La Meca

Ibn Jubayr inicià el viatge per mar i va eixir de Granada, i creuà l'Estret de Gibraltar cap a Ceuta, en aqueix moment encara sota el domini musulmà. Va abordar, a Ceuta, un vaixell genovès el 24 de febrer de 1183 i va salpar cap a Alexandria. El seu viatge per mar el va dur més enllà de les illes Balears i, a continuació, per la costa occidental de Sardenya. Entre Sardenya i Sicília el vaixell es trobà amb una forta tempesta, sobre la qual, tant els italians com els musulmans a bord que tenien experiència de la mar, van dir "estar d'acord que mai en la seua vida havien vist tal tempestat". Després de la tempesta, el vaixell va passar per Sicília, Creta i després anà cap al sud i creuà al llarg de la costa del nord d'Àfrica, i arribà a Alexandria el 26 de març. Després visità Alexandria, el Caire (on va veure i descriure les piràmides), La Meca, Medina, Bagdad, Mosul, Alep, Damasc i Tir. En 1185 regressà a València, i travessà altre cop la Mediterrània, no sense abans visitar la cort de Palerm a Sicília.

## Importància
La rellevància d'Ibn Jubayr com a viatger es deu principalment al fet que el seu llibre Viatges és una de les fonts més importants amb què es compta per a saber com es trobava el món mediterrani en general, els països sota domini islàmic, la Sicília normanda, la navegació contemporània i les relacions entre musulmans i cristians del segle xii. Ibn Jubayr és el creador de tot un gènere dins la literatura àrab: la rihla o relació de viatge, que després es continuarà i es reproduirà sistemàticament. Entre els seus imitadors destaca el famós viatger de Tànger Ibn Battuta, que es va inspirar i fins i tot va reproduir paràgrafs exactes del relat del viatger valencià.
Una cita cèlebre d'Ibn Jubayr és la famosa descripció dels musulmans que viuen al regne de Jerusalem després de la croada cristiana: 
| « | Hem deixat Tibnin per una carretera, hem passat granges on viuen els musulmans, que prosperen sota domini croat, que Al·là ens preserve de tal temptació... Els musulmans són propietaris de les seues cases i s'administren a la seua manera. Aquesta és la forma en què les grans granges i llogarets estan organitzats en territori franc. Molts musulmans estan molt temptats d'establir-se ací quan veuen les terribles condicions en què els seus germans viuen en els districtes sota el mandat musulmà. Per desgràcia per als musulmans, tenen sempre motius per a queixar-se sobre les injustícies dels seus caps en les terres regides pels seus correligionaris, mentre que no poden tindre més que elogis del comportament dels francs, en la justícia dels quals sempre poden confiar. | » |

Ibn Jubayr va viatjar cap al Llevant dues vegades més (1189-1191 i 1217), però no en va deixar constància escrita, i va morir a Egipte, on sembla que es va dedicar a l'ensenyament, durant el segon d'aquests viatges.